# Schistophragma intermedium
Schistophragma intermedium là một loài thực vật có hoa trong họ Mã đề. Loài này được (A. Gray) Pennell miêu tả khoa học đầu tiên năm 1940.